# Sortie à trois états
Ne doit pas être confondu avec Logique ternaire.
Une sortie à trois états (en anglais three-state output) est une sortie de circuit électronique logique qui peut être activée ou désactivée selon l'état d'une entrée de contrôle (CEI).
Une sortie logique ordinaire peut présenter deux états de sortie, 0 et 1. Elle est à basse impédance, c'est-à-dire qu'elle est capable de déterminer la tension de la ligne en fournissant ou en absorbant du courant, à destination d'un certain nombre d'entrées qui lui sont reliées. On caractérise en pratique l'impédance de la sortie en donnant son fan-out, le nombre d'unités auxquelles elle peut imposer simultanément son niveau logique. Une sortie trois états présente en plus un état à haute impédance (noté Z),. On peut considérer que la sortie n'est, dans cet état, connectée ni directement ni indirectement, ni à la masse ni à la source de tension ; ou bien que le fan-out de l'état Z est nul. Si toutes les sorties reliées à la ligne sont en état Z, la ligne est dans un état indéterminé.
Dans un bus informatique, plusieurs composants sont reliés à la même ligne, mais un seul doit fixer son état, 0 ou 1. Les sorties des autres composants restent en état Z.
La haute impédance permet de ne pas interférer avec le bus dont le niveau est alors fixé par la seule sortie dont l'état soit à 0 ou à 1.
Quelle que soit la charge, y compris capacitive et inductive, le temps de passage à l'état haute impédance des sorties trois états reliées au même conducteur doit être plus bref que le passage de cet état à un des deux niveaux logiques. Si ce n'est pas le cas, lors du changement de composant actif, les deux sorties restant en basse impédance pendant le temps de passage peuvent entrer en conflit, créant une perturbation importante pour tous les circuits avoisinants.

## Fonctionnement
Une sortie de circuit logique s'analyse comme un générateur de tension avec une impédance de sortie. En courant continu, l'impédance est identique à une résistance, et la loi d'Ohm s'applique. La tension en volts aux bornes de la résistance est égale au produit de sa valeur en ohms par l'intensité qui la traverse en ampères. Par conséquent, la tension effective à la sortie est
Us = U - Z × I.
Pour que la tension sur la ligne Us reste dans les limites correspondant à l'état désiré, 0 ou 1, alors que de nombreuses entrées reliées à la ligne absorbent du courant, il faut que l'impédance Z soit faible.
C'est d'autant plus nécessaire qu'à haute fréquence, comme quand il y a de nombreuses commutations, les capacités parallèles aux entrées et l'inductance de la ligne ne sont pas négligeables, ce qui conduit à abaisser les impédances d'entrée, pour améliorer le temps de montée et éviter les résonances. Abaisser les impédances d'entrée conduit à abaisser aussi celles de sortie. Les sorties à basse impédance dites push-pull ou totem-pole comportent un semiconducteur commutateur vers le niveau haut et un autre vers le niveau bas, dont l'un des deux est bloqué, tandis que l'autre est saturé.
Dans l'état haute impédance, les deux semiconducteurs sont bloqués. La sortie ne peut plus ni absorber, ni fournir du courant ; elle subsiste comme une charge capacitive de l'ordre d'une dizaine de picofarads.
La table de vérité décrit l'influence des entrées sur l'état de la sortie. B désigne le niveau logique bas (par exemple, entre 0 et 1,4 V) et H désigne le niveau logique haut (par exemple, entre 2,4 et 5 V) ; chacun de ces niveaux s'associe, par convention, soit à un 0 ou faux, soit à un 1 ou vrai. Z désigne l'état haute impédance (le courant n'entre ni ne sort).
| Entrées  | Entrées | Sortie |
| commande | donnée  | Sortie |
| -------- | ------- | ------ |
| B        | A       | C      |
| B        | B       | Z      |
| B        | H       | Z      |
| H        | B       | B      |
| H        | H       | H      |

symbole et équivalent électrique d'une sortie 3 états.

Si l'entrée de commande est à l'état haut la sortie est égale à l'entrée de donnée, sinon la sortie est en état haute impédance.
L'entrée de commande peut être soit directe comme ci-dessus, et son niveau haut commande le transfert de l'entrée de donnée sur la sortie, soit inversée, et ce niveau correspond à la sortie en haute impédance.
Dans une transmission parallèle, la commande est commune à toutes les sorties d'un circuit ; elle est souvent désignée comme « chip enable ».

## Application
L'objet de la sortie à trois états (Hi-Z) est de supprimer l'influence d'un circuit sur ceux qui lui sont reliés. Si plus d'un appareil est connecté électriquement, mettre une sortie dans l'état Hi-Z évite les conflits. Si deux sorties ou plus à basse impédance se trouvent reliées à la même ligne, celles qui sont à l'état haut vont fournir autant de courant qu'elles peuvent pour élever la tension, tandis que celles qui sont à l'état bas vont en absorber autant que possible pour abaisser la tension. Le résultat est indéterminé, et l'énergie dissipée peut avoir des conséquences destructrices.
Avec des sorties collecteur ouvert, la ligne est rappelée à un niveau, généralement le niveau haut, par une résistance. La sortie active amène la ligne au niveau bas, s'il y a lieu. Il ne peut y avoir de conflit, et plusieurs sorties peuvent être reliées à la ligne. Mais la résistance, qui doit être assez importante pour éviter l'échauffement des sorties au niveau bas, limite le courant disponible pour ramener la ligne au niveau haut, et forme, avec les capacités de toutes les entrées et sorties bloquées en parallèle, une constante de temps qui limite la vitesse de commutation, et donc le débit numérique.
Les sorties à trois états ont l'avantage d'une basse impédance dans leurs états logiques, permettant des commutations rapides, tout en offrant la possibilité de brancher plusieurs dispositifs sur la même ligne, au prix d'une complexité supplémentaire : la nécessité d'une ligne de commande.

### Usages
Les sorties trois états s'utilisent pour les liaisons bidirectionnelles rapides. Deux circuits A et B ou plus possèdent, sur la même broche, une entrée et une sortie trois états. Selon l'état de la commande, la sortie est sur A et l'entrée sur B, ou l'inverse. Cette disposition est particulièrement appréciable dans la transmission parallèle, où de nombreuses lignes courent d'un composant à l'autre.
Les « tampons à trois états » peuvent être utilisés pour former des multiplexeurs. Toutes les sorties débouchent sur la ligne ; chaque tampon reçoit à son tour sur son entrée de commande le signal qui le fait passer en basse impédance, et, par conséquent, déterminer le niveau de la ligne[réf. souhaitée].
Des tampons à commandes complémentaires, l'une normale, l'autre inversée, permettent de réaliser une commutation entre deux sources avec une seule ligne de commande ; ils peuvent aussi s'utiliser tête-bêche, sur une même ligne, pour autoriser le transfert de données dans un sens ou dans l'autre.
Des tampons trois états permettent de régler l'accès de plusieurs sous-ensemble à une ligne de données. Des bascules trois états enregistrent l'état d'une de leurs entrées, et le transfèrent sur une ligne quand survient la commande de passage en basse impédance.
Des amplificateurs de ligne trois états transfèrent l'état de leur entrée de données et l'état inverse sur deux sorties capables d'alimenter une ligne de transmission, qui passent ensemble en état haute impédance en l'absence de signal de commande.
Les broches GPIO combinent une entrée et une sortie trois états.

### Bus
Les sorties trois états sont essentielles pour le fonctionnement d'un bus informatique quand celui-ci prend la forme d'un bus électronique. Les sorties trois états concernent tous les circuits intégrés reliés aux lignes communes. La sélection d'adresse à l'intérieur de ces circuits s'effectue par des multiplexeurs et démultiplexeurs, plus efficaces. Le contrôleur, souvent intégré au microprocesseur, ne connaît pas l'organisation des circuits reliés au bus ; il désigne tous les emplacements par une adresse, et n'envoie aucune commande spécifique à des circuits trois états. Un ou plusieurs démultiplexeurs transforment une partie des lignes d'adresse et la ligne de contrôle en signal de contrôle particulier à chacun des circuits reliés au bus. Le circuit contrôleur de bus désigne ainsi indirectement le circuit qui doit déterminer le niveau logique des lignes de données ; tous les autres circuits conservent leurs sorties en état haute impédance.
Des amplificateurs de ligne trois états sont requis pour les bus série « Plug and Play », qui ne doivent pas perturber la ligne sur laquelle on les branche. En l'absence d'alimentation, les sorties doivent être dans l'état haute impédance, et elles doivent rester ainsi jusqu'à la fin de leur procédure de démarrage.